# Tổng giáo phận Semarang
Tổng giáo phận Semarang (tiếng Indonesia: Keuskupan Agung Semarang; tiếng Latinh: Archidioecesis Semarangensis) là một tổng giáo phận của Giáo hội Công giáo Rôma, quản lí một phần vùng Java ở Indonesia.

## Địa giới
Địa giới giáo phận bao gồm vùng đặc biệt Yogyakarta và phần phía đông tỉnh Trung Java ở Indonesia.
Tòa giám mục và Nhà thờ chính tòa Kinh Mân Côi của tổng giáo phận được đặt tại thành phố Semarang.
Tổng giáo phận được chia thành 107 giáo xứ.

## Lịch sử
Hạt Đại diện Tông tòa Semarang được thành lập vào ngày 25/6/1940 theo tông sắc Vetus de Batavia của Giáo hoàng Piô XII, trên phần lãnh thổ tách ra từ Hạt Đại diện Tông tòa Batavia (nay là Tổng giáo phận Jakarta).
Vào ngày 3/1/1961 Hạt Đại diện Tông tòa được nâng cấp thành một tổng giáo phận đô thành theo tông sắc Quod Christus của Giáo hoàng Gioan XXIII.

## Lãnh đạo qua từng thời kì
Các giai đoạn trống tòa không quá 2 năm hay không rõ ràng bị loại bỏ.
- Albertô Soegijapranata, S.I. † (1/8/1940 - 23/7/1963 qua đời)
- Justinô Darmojuwono † (10/12/1963 - 3/7/1981 về hưu)
- Giuliô Riyadi Darmaatmadja, S.I. (19/2/1983 - 11/1/1996 được bổ nhiệm làm Tổng giám mục Tổng giáo phận Jakarta)
- Inhaxiô Suharyo Hardjoatmodjo (21/4/1997 - 25/7/2009 được bổ nhiệm làm Tổng giám mục Tổng giáo phận Jakarta)
- Gioan Maria Trilaksyanta Pujasumarta † (12/11/2010 - 10/11/2015 qua đời)
- Rôbertô Rubiyatmoko, từ 18/3/2017

## Thống kê
Đến năm 2020, trên toàn tổng giáo phận có 417.224 giáo dân trên dân số tổng cộng 22.188.909, chiếm 1,9%.
| Năm  | Dân số   | Dân số     | Dân số | Linh mục      | Linh mục       | Linh mục      | Linh mục                | Phó tế | Tu sĩ     | Tu sĩ    | Giáo xứ |
| Năm  | giáo dân | tổng cộng  | %      | linh mục đoàn | linh mục triều | linh mục dòng | tỉ lệ giáo dân/linh mục | Phó tế | nam tu sĩ | nữ tu sĩ | Giáo xứ |
| ---- | -------- | ---------- | ------ | ------------- | -------------- | ------------- | ----------------------- | ------ | --------- | -------- | ------- |
| 1950 | 47.013   | 10.000.000 | 0,5    | 80            | 15             | 65            | 587                     |        | 111       | 296      | 23      |
| 1970 | 203.895  | 14.886.760 | 1,4    | 209           | 42             | 167           | 975                     |        | 338       | 546      |         |
| 1980 | 302.094  | 16.790.000 | 1,8    | 226           | 62             | 164           | 1.336                   |        | 492       | 543      |         |
| 1990 | 423.840  | 28.773.000 | 1,5    | 267           | 76             | 191           | 1.587                   |        | 585       | 915      | 79      |
| 1999 | 483.494  | 18.762.941 | 2,6    | 313           | 121            | 192           | 1.544                   | 1      | 646       | 1.130    | 88      |
| 2000 | 483.283  | 18.762.941 | 2,6    | 316           | 124            | 192           | 1.529                   | 1      | 596       | 1.178    | 88      |
| 2001 | 488.362  | 19.038.000 | 2,6    | 330           | 133            | 197           | 1.479                   |        | 668       | 1.237    | 89      |
| 2002 | 493.926  | 19.056.082 | 2,6    | 324           | 130            | 194           | 1.524                   |        | 687       | 1.214    | 89      |
| 2003 | 512.959  | 19.056.082 | 2,7    | 338           | 136            | 202           | 1.517                   |        | 667       | 1.213    | 85      |
| 2004 | 503.597  | 19.056.082 | 2,6    | 344           | 142            | 202           | 1.463                   |        | 666       | 1.213    | 87      |
| 2010 | 410.062  | 20.391.000 | 2,0    | 403           | 169            | 234           | 1.017                   |        | 794       | 1.238    | 91      |
| 2012 | 499.200  | 20.812.000 | 2,4    | 383           | 174            | 209           | 1.303                   |        | 737       | 1.177    | 98      |
| 2017 | 391.611  | 22.042.176 | 1,8    | 320           | 174            | 146           | 1.223                   |        | 684       | 1.077    | 101     |
| 2020 | 417.224  | 22.188.909 | 1,9    | 451           | 195            | 256           | 925                     |        | 1.162     | 894      | 107     |